# Oszlopok (Így jártam anyátokkal)
Az Oszlopok (Columns) az Így jártam anyátokkal (How I Met Your Mother) című amerikai tévésorozat második évadának tizenharmadik epizódja. Eredetileg 2007. január 22-én vetítették, míg Magyarországon egy évvel később, 2008. november 19-én.
Ebben az epizódban Tednek ki kellene rúgnia Hammond Druthers-t, de valahogy sosem sikerül az időzítés. Eközben Barney megtalál egy aktfestményt, melyet Lily készített Marshall-ról, és hamarosan ő is szeretne egyet.

## Cselekmény
Mióta a kudarcot vallott „pénisz-épület” miatt Hammond Druthers-t lefokozták, egyfolytában cikizi és sértegeti Tedet, aki időközben a sikeres terve miatt a felettese lett. Mivel lehetetlenné teszi a közös munkát, Ted bepanaszolja a nagyfőnöknél, aki közli vele, hogy rúgja ki. Robin figyelmezteti Tedet, hogy legyen tökéletes az időzítés, mert egy rossz időpontban történő elbocsátásnak számára is rossz következményei lehetnek. Az első alkalommal, amikor megpróbálja, kiderül, hogy Hammondnak születésnapja van, így tekintélyvesztés nélkül nem tehetné meg, ezért eláll tőle. Aznap este amikor bemegy az irodába, pedig ott találja a férfit, akit állítása szerint kidobott a neje, ezért a kanapén kell aludnia. Ted megsajnálja, és ahelyett, hogy kirúgná, hazaviszi, hogy nála aludjon.
Másnap Hammond megköszöni neki, amit érte tett, de rögtön ezután ugyanúgy cikizi mások előtt az ötleteit, mint előtte. Amikor harmadszor is megpróbálja kirúgni, épp ekkor kapja meg a válási papírokat, és egy üzenetet, hogy megdöglött a kutyája. Ennek ellenére Ted mégis ki akarja rúgni, mire néhány kolléga boldog születésnapot kíván neki (mondván, hogy előző nap lemaradtak, mert Montréalban voltak). Rögtön ezután Hammond szívrohamot kap, de Ted, aki úgy véli, csak szimulál, közli vele, hogy ki van rúgva. Hammond nem szimulált, tényleg szívrohamot kapott, így a kollégái megutálják Tedet. Egy hirtelen ötlettel aztán visszaszerzi a bizalmukat, amikor bevezeti a koktélozós „Margarita Pénteket”.
Eközben Barney talál egy Marshall-ról készült aktfestményt a lakásban, ami nem volt túl jó eldugva. Ezt még Lily festette a fősulin, ez volt a házi feladata, és Marshall azért ült modellt, nehogy más meztelen férfit kelljen lefestenie. Hogy bosszantsa Marshallt, Barney eladja a festményt a MacLaren′s bárnak, ahol ki is függesztik, de Marshall visszaszerzi. Később, amikor négyszemközt maradnak, Barney felajánl ötezer dollárt Lilynek, ha őt is megfesti így. Lily elgondolkodik az ajánlaton, mert ebből a pénzből Skóciába is el tudnának menni nászútra, megnézni a Loch Ness-i szörnyet. Marshall eleinte beleegyezik, de aztán meggondolja magát. Végül újabb ötezer dollárért Lily megfesti őt, de Barney nem lehet túl elégedett: a képről lemaradt „Kicsi Barney”, a nemiszerve.

## Kontinuitás
- Ted az Atlantic City című részben már megemlítette, hogy az épületterve miatt előléptették ("Jogi praktikák")
- Barney ismét a testének „királyságával” kérkedik, amikor azt mondja, hogy a testében a szégyenérzetért felelős mirigy helyén egy újabb „királyságmirigy” található.

## Jövőbeli visszautalások
- A "Bocs, tesó" című részben Ted azzal vádolja Lilyt, hogy csak azért utálja Karent, mert amikor az aktfestés közben véletlenül bement a szobájukba, megbámulta Marshallt.
- Ugyanebben a részben Lily elmondja, hogy azért kellett aktot festenie róla, mert megette a gyümölcskompozíciót, amit eredetileg akart megfesteni.
- A "Barátos" című részből kiderül, hogy Hammond Druthers egy menő chicagói cégnél dolgozik, és a "Valami új" című részben meg is győzte Tedet, hogy költözzön Chicagóba és dolgozzon megint vele.

## Érdekességek
- Marshall a "Ki a főnök?" című sorozatra utal, amikor bátorítja Tedet, hogy lépjen fel keményebben.
- Ez a sorozat egyik olyan epizódja, amelyet nem Pamela Fryman rendezett.
- Marshall vonakodik elfogadni a pénzt Barney megfestéséért, mely az 1993-as "Tisztességtelen ajánlat" című filmre utal.
- Későbbi magyar vetítéseknél az epizód helyet cserélt sorrendben "A hétfő esti meccs" című résszel.

## Zene
- Ben Lee – Whatever It Is
- Guided by Voices – Twilight Campfighter

## Vendégszereplők
- Preston Bailey – óvóbácsi
- William Schallert – Brady
- Bryan Cranston – Hammond Druthers

## Fordítás
- Ez a szócikk részben vagy egészben  a   Columns (How I Met Your Mother) című angol Wikipédia-szócikk ezen változatának fordításán alapul.  Az eredeti cikk szerkesztőit annak laptörténete sorolja fel. Ez a jelzés csupán a megfogalmazás eredetét és a szerzői jogokat jelzi, nem szolgál a cikkben szereplő információk forrásmegjelöléseként.